# إل بي سي (إذاعة بريطانية)
LBC (اختصار لشركة London Broadcasting Company) هي محطة إذاعية بريطانية تملكها وتديرها شركة جلوبال، ومقرها الرئيسي في لندن وكانت أول محطة إذاعية تجارية مرخصة في المملكة المتحدة، إذ بدأت البث يوم الاثنين 8 أكتوبر 1973، قبل أسبوع من راديو كابيتال. كانت تبث إلى لندن حتى عام 2006، ثم أصبحت متاحة عبر الراديو الرقمي في بعض الأجزاء الأخرى من البلاد، ومنذ 2014 أتيحت في جميع مدن المملكة المتحدة، وبحسب إحصائيات صادرة في يونيو 2023، بلغ جمهور الإذاعة 3.9 مليون أسبوعيًا، وفي استطلاع أجرته يوجوف صنّف 14% من المشاركين قناة LBC كعلامة تجارية إخبارية موثوقة. لدى LBC محطة شقيقة تحمل علامة تجارية مماثلة باسم (LBC News)، وهي مخصصة للأخبار المتداولة والسفر والطقس.

## تاريخ

### الإطلاق المبكر
كان مقر المحطة في الأصل في استوديوهات في ميدان جوف، المقابل لشارع فليت في مدينة لندن، وعمل فيها عددًا من المذيعين الذين أصبحوا أسماء مألوفة في وسائل الإعلام البريطانية، ومن بينهم أدريان لوف، وجون سنو، وبيتر ألين، وروزي بويكوت، وبيل موني.

### تغييرات الملكية
كانت شركة LBC مملوكة في الأصل لاتحاد بقيادة شركة (Selkirk Communications) الكندية بحصة 47٪، وبيعت في عام 1987، لتبدأ تاريخًا تجاريًا مضطربًا. كان المالكون الجدد هم شركة الإعلام دارلينج داونز، التي أعيدت تسميتها لاحقًا باسم (كراون للاتصالات)، المملوكة لرجل الأعمال الأسترالي ديفيد هاينز، وباع (كراون) القاعدة الأصلية للمحطة في ساحة جوف بالقرب من شارع فليت ستريت في مدينة لندن وانتقل إلى هامرسميث؛ وفي عام 1989 قسمت المحطة إلى خدمتين منفصلتين، محطة الأخبار والتعليقات إل بي سي كراون إف إم، وراديو Talkback عبر الهاتف في لندن على AM. لم يُقبل هذا التحول بشكل جيد في البداية، مما أدى إلى زيادة التكاليف بشكل كبير، ودفع الشركة إلى المنطقة الحمراء. واجهت (كراون) في عام 1993، صعوبات مالية وبيعت الشركة لصالح شركة شيرلي بورتر التابعة لشيلفرتون الاستثمارية.

### راديو لندن نيوز
أعلنت هيئة الراديو في صباح يوم الجمعة، 3 سبتمبر 1993، أنها لن تجدد تراخيص الشركة، ومنحت الترددات بدلاً من ذلك إلى راديو لندن نيوز، وهو اتحاد بقيادة موظفين سابقين في LBC وبدعم من غينيس ماهون. كان العاملون في المحطة في حالة صدمة لأنهم تلقوا بلاغاً من صحيفة فاينانشال تايمز بأنهم على وشك خسارة أحد تردداتهم، إلا أنهم لم يتوقعوا خسارة كليهما. كانت هذه واحدة من المرات القليلة التي رفضت فيها هيئة تنظيم وسائل الإعلام في المملكة المتحدة تجديد ترخيص المحطة الحالية. أدت الخسارة المحتملة للامتياز إلى وصول شلفرتون إلى حافة الانهيار، واشترت إذاعة لندن الإخبارية -التي سرعان ما استحوذت عليها رويترز- قناة LBC لإبقائها على الهواء حتى تاريخ التسليم الرسمي في أكتوبر 1994.
شغّل راديو لندن نيوز المحطة من استوديوهات LBC السابقة في هامر سميث باسم لندن نيوز 97.3، وهي خدمة أخبار متداولة ومعلومات السفر على نطاق FM.

### عودة LBC
جلبت رويترز بعد ذلك مساهمين إضافيين، وبين عامي 1996 و2002 كانت LBC جزءًا من راديو لندن نيوز المحدودة وهي شركة مملوكة بشكل مشترك لـ ITN وديلي ميل وجنرال ترست ورويترز ومجموعة GWR، وأحيت هذه الرابطة الجديدة اسم LBC في 1 يوليو 1996، ومع نهاية 1996، أعيد إطلاق خدمة FM باسم News Direct.
اشترت شركة الإعلام Chrysalis الشركة في عام 2002 مقابل 23.5 مليون جنيه إسترليني، والتي روجت لشرائها مع وعد بأنها سترفع عدد المستمعين إلى مليون على الأقل من حوالي 700,000 مستمع، ونُقل الإنتاج إلى قاعدة Chrysalis في شمال كنسينغتون في لندن، مع تبديل تنسيق الترددين، وانتقل تنسيق الحديث إلى FM وتنسيق الأخبار إلى AM.
قدم رئيس الوزراء البريطاني توني بلير في 13 يناير 2004، عرضًا هاتفيًا لمدة ساعة على المحطة، وتلقى مكالمات محجوزة مسبقًا من مستمعي LBC 97.3، وكان ظهوره جزءًا من مبادرة "المحادثة الكبيرة" للترويج للحكومة باعتبارها أكثر سهولة في التواصل مع الناس.